# Mississippi Queen (Schiff, 1987)
Die Queen (vormals Mississippi Queen) ist ein Passagierschiff im Hamburger Hafen, das dem gleichnamigen Mississippi-Heckraddampfer nachempfunden ist. Sie wird von der Reederei Kapitän Prüsse unter anderem für Hafenrundfahrten eingesetzt. Die Queen ist neben der etwa gleich großen Louisiana Star eines von zwei Motorschiffen im Stil eines „Schaufelraddampfers“ im Hamburger Hafen.

## Geschichte

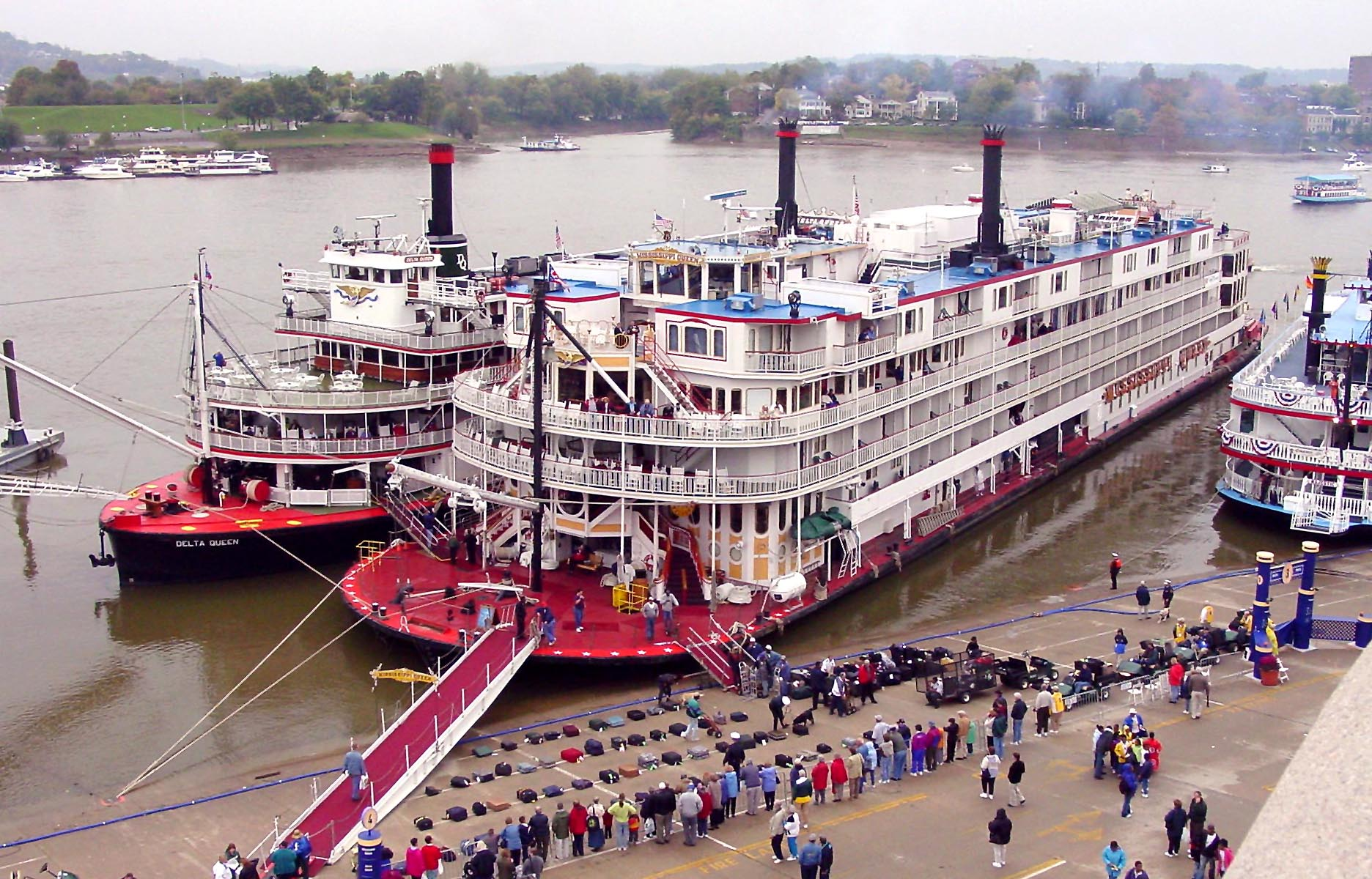
Das „Original“: Die Mississippi Queen auf dem Ohio River (2003)

Die Mississippi Queen wurde in der niederländischen Werft De Hoop in Lobith am Rhein gebaut und lief 1987 vom Stapel. Sie stellt in einigen Aspekten einen kleineren Nachbau des Heckraddampfers gleichen Namens aus New Orleans dar, der zwischen 1976 und 2008 den Mississippi und seine Nebenflüsse befuhr.
Das Schiff war zunächst in Nijmegen registriert und verkehrte auf dem Rhein und auf dem IJsselmeer. Für die Summe von sieben Millionen Deutsche Mark gelangte es in den Besitz der Reederei Kapitän Heinrich Prüsse und wurde zum ersten „Schaufelraddampfer“ im Hamburger Hafen. Die erste Fahrt für den neuen Dienstgeber führte am 15. November 1998 von Cuxhaven über die Unterelbe nach Hamburg, wo das Schiff feierlich begrüßt wurde.
Die Mississippi Queen wurde 2019 angeblich für 400.000 Euro zur Verschrottung verkauft. Sie sollte ab September 2019, nach den Cruise Days 2019, in Dänemark verschrottet werden. Letztlich kam es anders: Die Mississippi Queen wurde saniert und wird seit September 2023 wieder für Hafenrundfahrten eingesetzt, zudem ist sie für Events zu buchen.

## Beschreibung

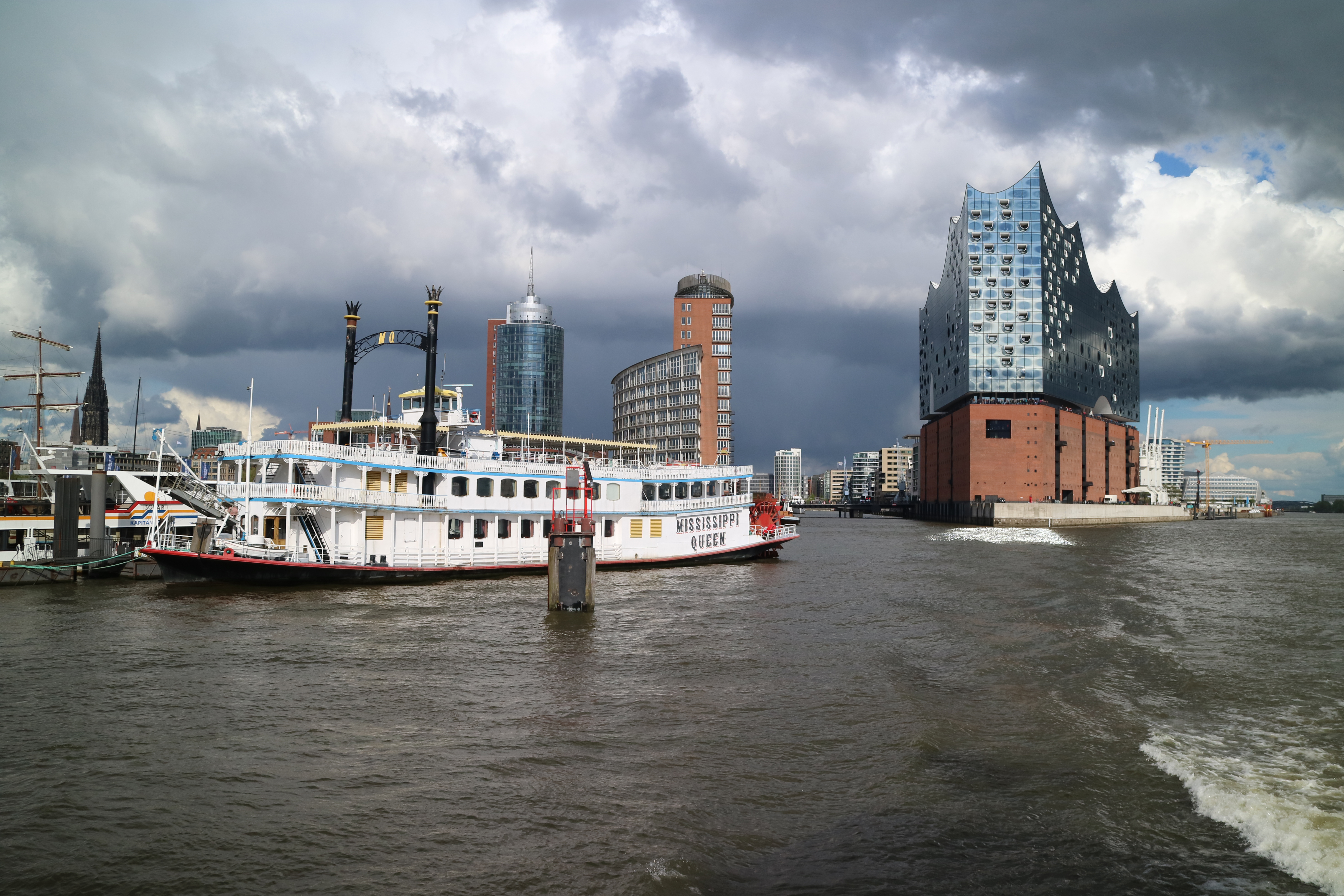
Das Schiff mit der Elbphilharmonie

Die Mississippi Queen liegt an der Überseebrücke unweit der Cap San Diego. Sie misst vom Bug bis zum Heck gut 62 und in der Breite 11,45 Meter, die beiden Schornsteine erreichen von der Rumpfunterseite eine Höhe von 18 Metern; sie ließen sich ursprünglich einklappen und die Brücke ließ sich absenken, sodass das Schiff auch unter Brücken durchfahren konnte. Angetrieben wird das Schiff nicht von einer Dampfmaschine, sondern von zwei jeweils 520 PS starken Deutz-MWM-Schiffsdieselmotoren. Die Motoren treiben das Schaufelrad am Heck an und machen die Mississippi Queen damit zu einem Radmotorschiff.
Die als Ausflugs- und Veranstaltungsschiff sowie für Hafenrundfahrten genutzte Mississippi Queen besteht aus vier Decks. Auf der untersten Ebene ist ein ehemaliges Casino und die Küche, darüber das Unterdeck (Chattanooga Lounge) und ein Oberdeck (Queens Lounge) im typisch weißen Anstrich. Die oberste Ebene bildet ein Freiluftdeck. Sie bietet bis zu 600 Passagieren Platz.